# 8578 Shojikato
8578 Shojikato è un asteroide della fascia principale. Scoperto nel 1996, presenta un'orbita caratterizzata da un semiasse maggiore pari a 2,9995195 UA e da un'eccentricità di 0,0979287, inclinata di 11,02169° rispetto all'eclittica.
L'asteroide è dedicato all'astronomo giapponese Shoji Kato, professore all'Università di Kyoto, la cui area di studio sono i dischi di accrescimento nei nuclei galattici attivi e nei dischi protoplanetari.